# Stygepactophanes jurassicus
Stygepactophanes jurassicus is een eenoogkreeftjessoort uit de familie van de Canthocamptidae. De wetenschappelijke naam van de soort is voor het eerst geldig gepubliceerd in 1984 door Moeschler & Rouch.